# Cyclarhis nigrirostris
Cyclarhis nigrirostris là một loài chim trong họ Vireonidae.